# Schelfstadt
Die Schelfstadt (ursprünglich: Schelfe, seit 1349 auch: Neustadt) ist ein Stadtteil Schwerins, der Landeshauptstadt Mecklenburg-Vorpommerns.

## Lage

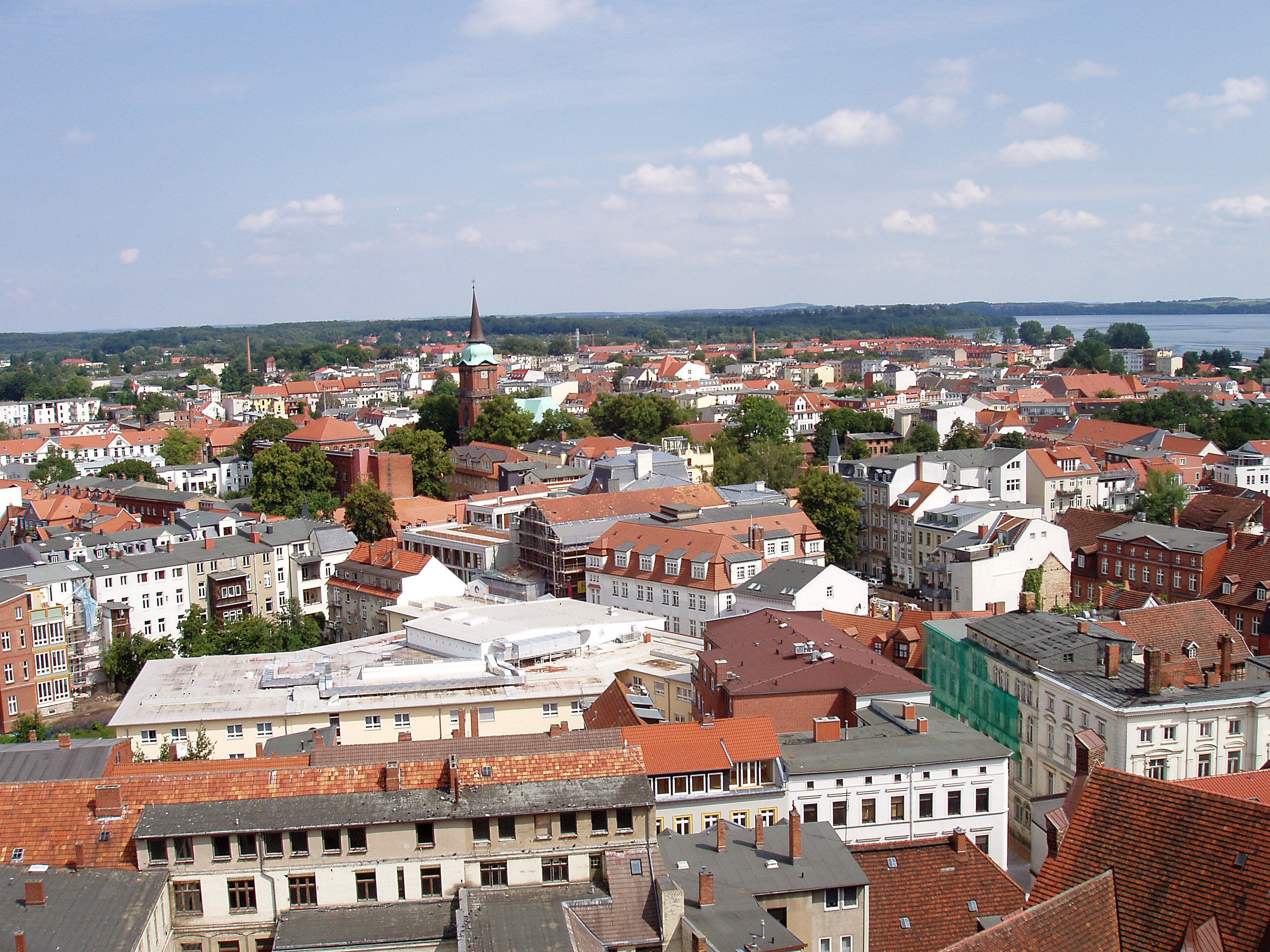
Blick über die Schelfstadt

Der Stadtteil befindet sich in zentraler Stadtlage südlich des Ziegelinnensees und östlich des Pfaffenteichs. Letzteres Gewässer und ein schmaler Uferstreifen im Norden, Westen und Süden gehören ebenfalls zum Territorium. Die Schelfstadt grenzt an die Stadtteile Werdervorstadt, Altstadt, Paulsstadt und Lewenberg.

## Namensherkunft
Der Name Schelfe wird unterschiedlich gedeutet. Am geläufigsten dürfte die niederdeutsche Bedeutung erscheinen, nach der Schelp für Schilf steht, wodurch das Gebiet mit sumpfigen Böden charakterisiert werden könnte. In der Tat erstreckte sich vom Ziegelsee bis zum heutigen Ziegenmarkt noch im Mittelalter eine sumpfige Niederung, die mit dem Beutel, einer Bucht des Schweriner Sees, und dem Pfaffenteich verbunden war.

## Geschichte

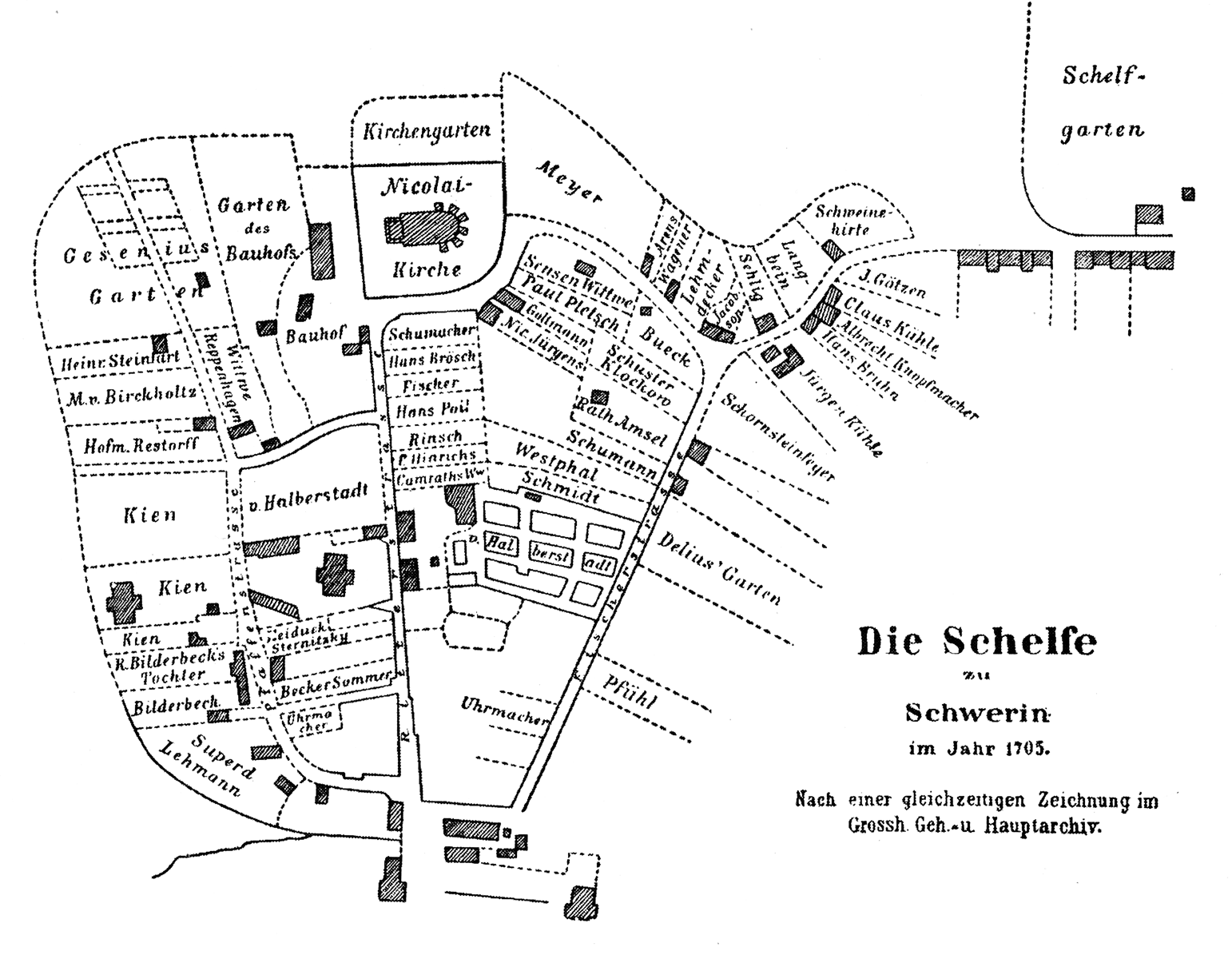
Stadtplan von 1705

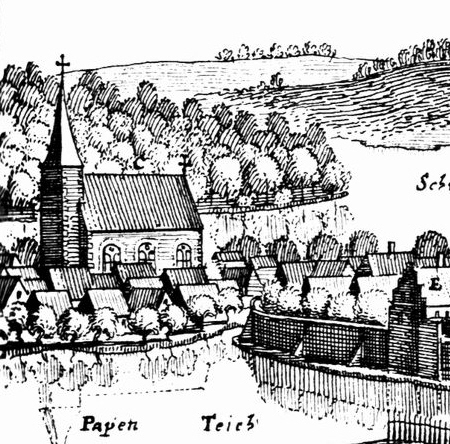
Schelfe und Vorgängerbau der Schelfkirche vor 1651

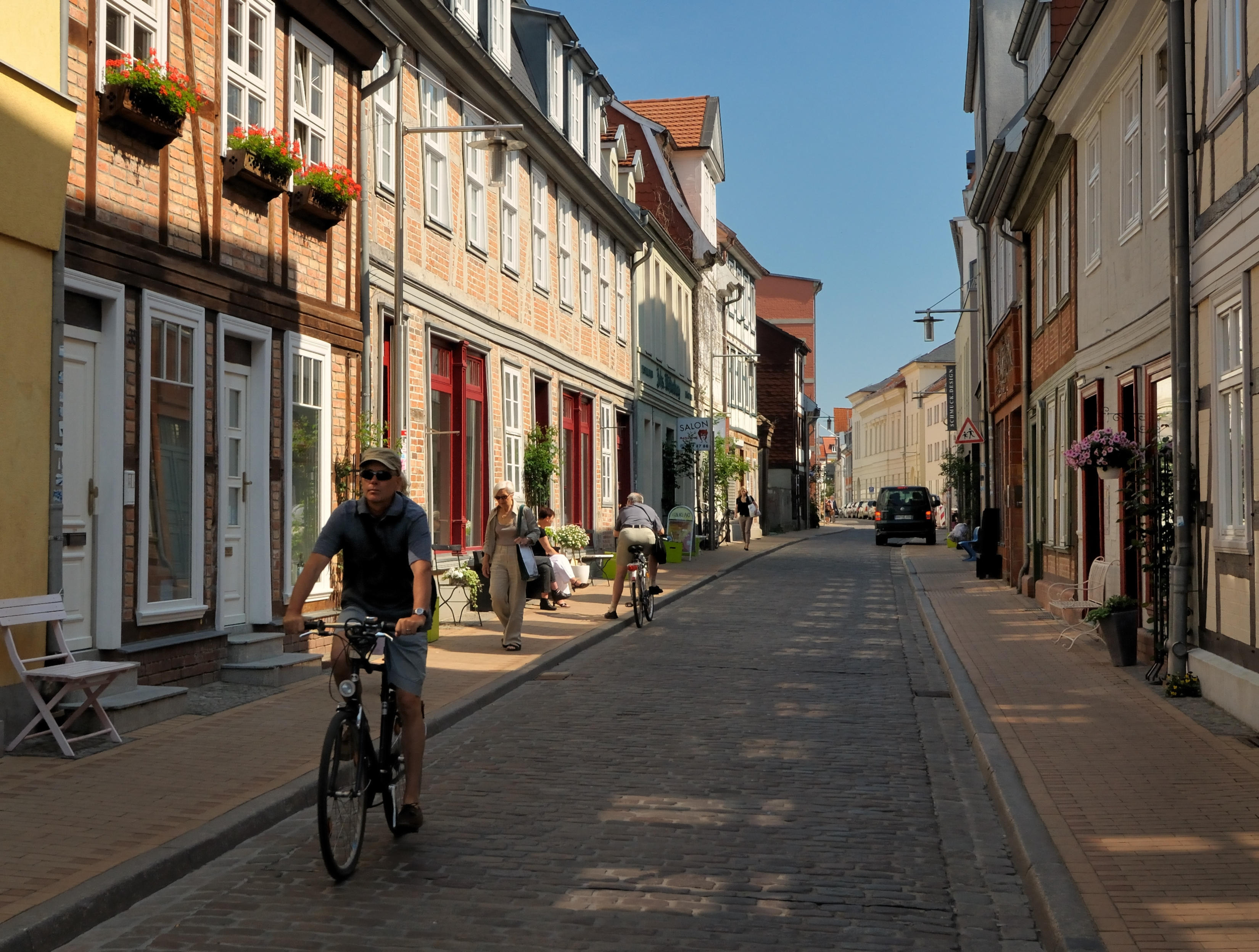
Schelfstadt mit vielen Fachwerkhäusern, weitgehend saniert, hier die Münzstraße

Eine sogenannte Schelfe nördlich der Schweriner Altstadt ist bereits seit dem 11. Jahrhundert belegt. Erste Bewohner waren Fischer wendischer Herkunft, die aus der Altstadt vertrieben worden waren. Es wird angenommen, dass sich bereits vor der Gründung Schwerins im Jahr 1160 deutsche Kaufleute hier angesiedelt haben. Das Schweriner Domkapitel erwarb vor 1228 einen Teil des Schelfgebietes von Graf Heinrich I., der vor seinem Tod eine dem Heiligen Nikolaus gewidmete Kapelle, ein Vorgängerbau der heutigen Schelfkirche, stiftete. Als 1648 das Bistum Schwerin aufgelöst wurde, ging die Schelfe in den Besitz des Herzogs von Mecklenburg über. Lange Zeit gab es Streitigkeiten zwischen Schelfe, Altstadt und den Herzögen aufgrund der nebeneinander existierenden verschiedenen Hoheitsgebiete und Gerichtsbarkeiten.
Die Entwicklung der Schelfe geriet im 16./17. Jahrhundert durch die Misswirtschaft des Domkapitels, den Dreißigjährigen Krieg und Stadtbrände ins Stocken und die Siedlung war Ende des 17. Jahrhunderts völlig heruntergewirtschaftet. Änderungen sollten sich erst ab dem 26. Juni 1705 mit dem Ausbau und der Ernennung der Schelfe zur Stadt durch den Herzog Friedrich Wilhelm I. in einer Deklaration ergeben. Die Ideen und Pläne hierfür lieferte Hofbaumeister Jakob Reutz. Jacob Reutz erstellte einen Plan, der den Bestand an baulichen Eigenheiten der alten Schelfe, aufnahm. Darin begradigte er die drei Hauptstraßen und verlängerte sie. Er gliederte die Flächen jenseits der damaligen St. Nikolai-Kirche in regelmäßige Bauviertel und griff radialförmige alte Straßenverläufe auf, um ungleiche Quartiere und dreieckige Plätze entstehen zu lassen. Nachdem sein erster Entwurf vom Herzog verworfen wurde, plante er den Marktplatz in zwei Platzteilen. Jacob Reutz war nicht nur für den zweigeteilten Marktplatz verantwortlich, sondern entwarf auch die ein- und zweigeschossigen Typenhäuser. Als Typenhaus bezeichnet man ein standardisiertes Haus, das einmalig von einem Architekten entworfen und dann mit gleichem Grundriss beliebig häufig gebaut werden kann. Die Grundfläche beider Haustypen betrug etwa 80 m². Das zweigeschossige Typenhaus betrat man durch eine zweiflüglige Füllungstür mit rundbogigem Oberlicht, die in einen Mittelflur führte, der wiederum mündete in eine Küche zur Hofseite. Diese war mit einer großen Herdglocke, einer Vorratskammer und einer Treppe ins Obergeschoss ausgestattet. Reutz entwarf die Häuser als Empfehlung für die freistehenden Grundstücke, da die Baukosten so leicht kalkuliert werden konnten. Sie prägten das damalige Stadtbild, da der ziegelrote Backstein und das Holz des Fachwerkstils die Häuser äußerlich bestimmten. Von diesen Typenhäusern sind einige bis heute erhalten und stehen unter Denkmalschutz.
Es wurden Kaufleuten und Handwerkern steuerliche Vorteile und Privilegien gegeben, welche ebenso durch Vergünstigungen bei Grundstückserwerb und Baukosten Anreize erhielten, sich hier anzusiedeln. So entstanden im frühen 18. Jahrhundert auf der Schelfe die restaurierten Fachwerkhäuser, ebenso wie prunkvolle Palais, die einst von adligen Familien und Künstlern bewohnt wurden. 
Im Dezember 1703 riss ein Orkan den Turmhelm der baufälligen St. Nikolai-Kirche in der alten Schelfe ab. Herzog Friedrich Wilhelm I. verfügte den Abbruch von St. Nikolai und einen Neubau an gleicher Stelle. Die neue St. Nikolai Kirche wurde von Jacob Reutz als barocke Backsteinkirche entworfen. Der Neubau der Schelfkirche und die Errichtung des zunächst als Wohnhaus erbauten Neustädtischen Rathauses sicherten den Lebensunterhalt der Handwerker. Nachdem die Schelfe 1769 ihre eigene Verfassung erhalten hatte, wurde das Wohnhaus nach Erwerb 1776 zum Rathaus umgebaut. Das mit barocken Elementen versehene Neustädtische Rathausgebäude erfüllte in den vielen Jahren seines Bestehens mehrere Funktionen. Als Rathaus genutzt war es auch Gerichtsgebäude, bis 1832 unter anderem Schulgebäude, einst auch Standesamt und Polizeiwache und bis 1998 Sitz des Schweriner Bauamtes. Doch was eine eigenständige Stadt kennzeichnete, einen Bürgermeister, Ratskollegium sowie einen Bürgerausschuss das gab es auf der aus einer Siedlung entstandenen der Schelfe-Neustadt nicht. Die Verwaltung erfolgte bis zum Jahre 1832 durch den Stadtrichter, dem Schelfvogt sowie seinen Beamten.
Die Schelfstadt-Einwohnerzahl stieg von 500 im Jahr 1701 über 3000 im Jahr 1789 bis 4135 im Jahr 1819. Über Jahrzehnte hinweg bemühten sich Schweriner Bürger um eine Vereinigung der Neustadt mit Schwerin, die nach vertraglichen Verhandlungen am 1. Januar 1832 vollzogen werden konnte. Nach 1871 entstanden große Mietshäuser, vom Ende des 19. Jahrhunderts bis ins beginnende 20. Jahrhundert wurden historisch wertvolle Gebäude abgerissen und Häuser errichtet, die sich nicht ins einheitliche Gesamtbild einfügten. Abhilfe schuf die Baupolizeiordnung von 1906. Mit dem Bau des Elektrizitätswerkes am Nordufer des Pfaffenteiches hielt 1904 der elektrische Strom in Schwerin Einzug. 1926 wurde das Stadtbad Schwerin eröffnet.
Nach dem Zweiten Weltkrieg bemühte man sich um den Erhalt der Repräsentativbauten. Ziegen- und Schweinemarkt wurden mit Skulpturen bestückt. Wohngebäude verfielen jedoch zusehends und wurden zum Teil abgerissen. Eine Bürgerinitiative, Architekten, Denkmalpfleger, Fotografen und die Tatsache, dass Ende der 1980er Jahre selbst das Geld für Abbrucharbeiten fehlte, retteten die architektonisch wertvolle Schelfstadt und bewahrten sie vor einem großflächigen Abriss und der Errichtung von Plattenbauten, wie dies zum Beispiel um 1970 auf dem Großen Moor in der Altstadt geschah. Seit der Wende wurde die Schelfstadt grundlegend saniert und 1991 ein Sanierungsgebiet mit 340 Gebäuden und mehr als 1000 Wohnungen ausgewiesen.

## Sehenswürdigkeiten

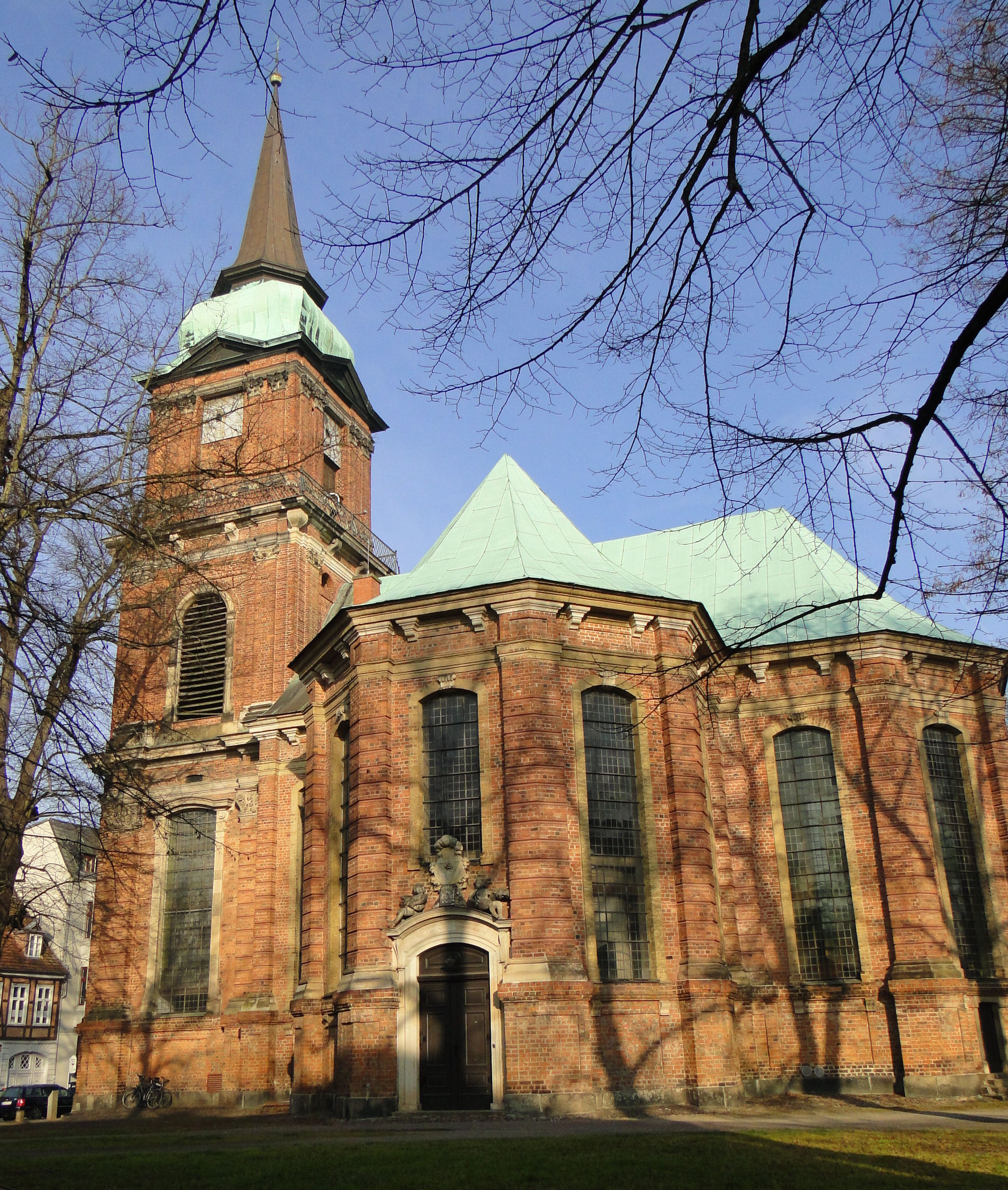
Barocke Schelfkirche
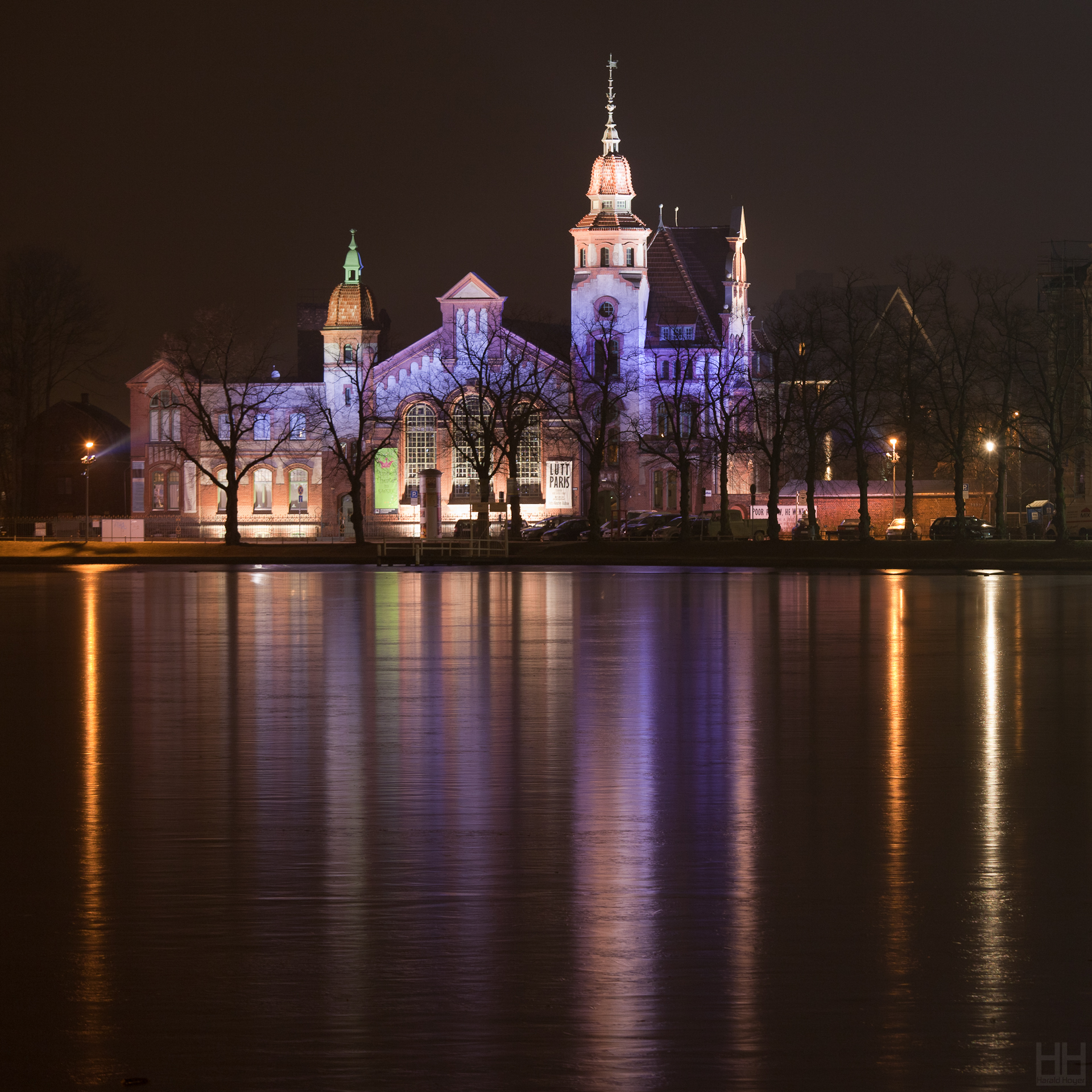
Ehemaliges E-Werk am Pfaffenteich, heute Theaterspielstätte
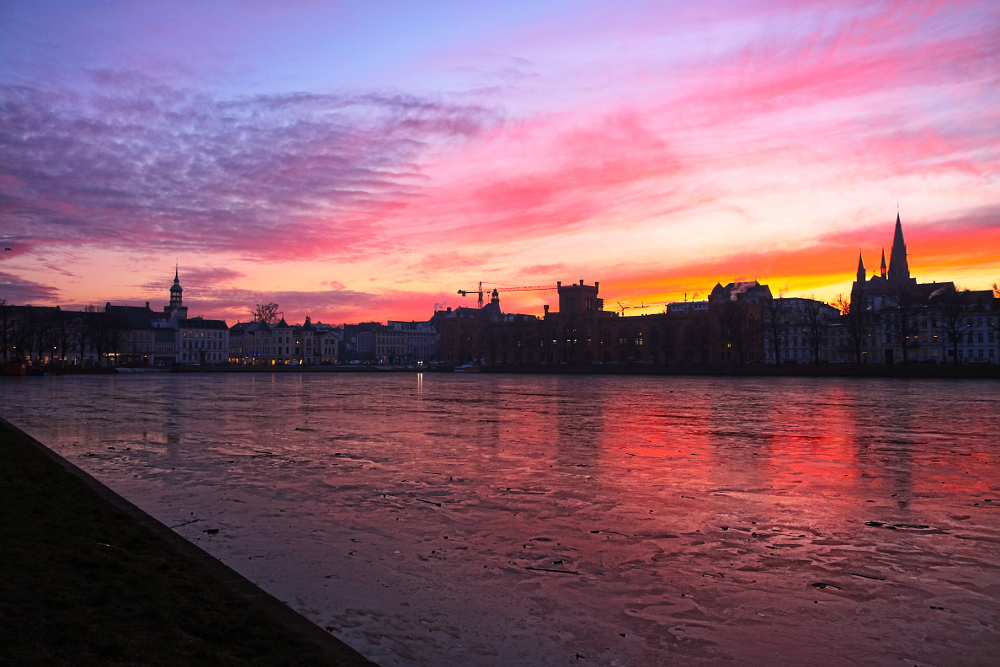
Pfaffenteich
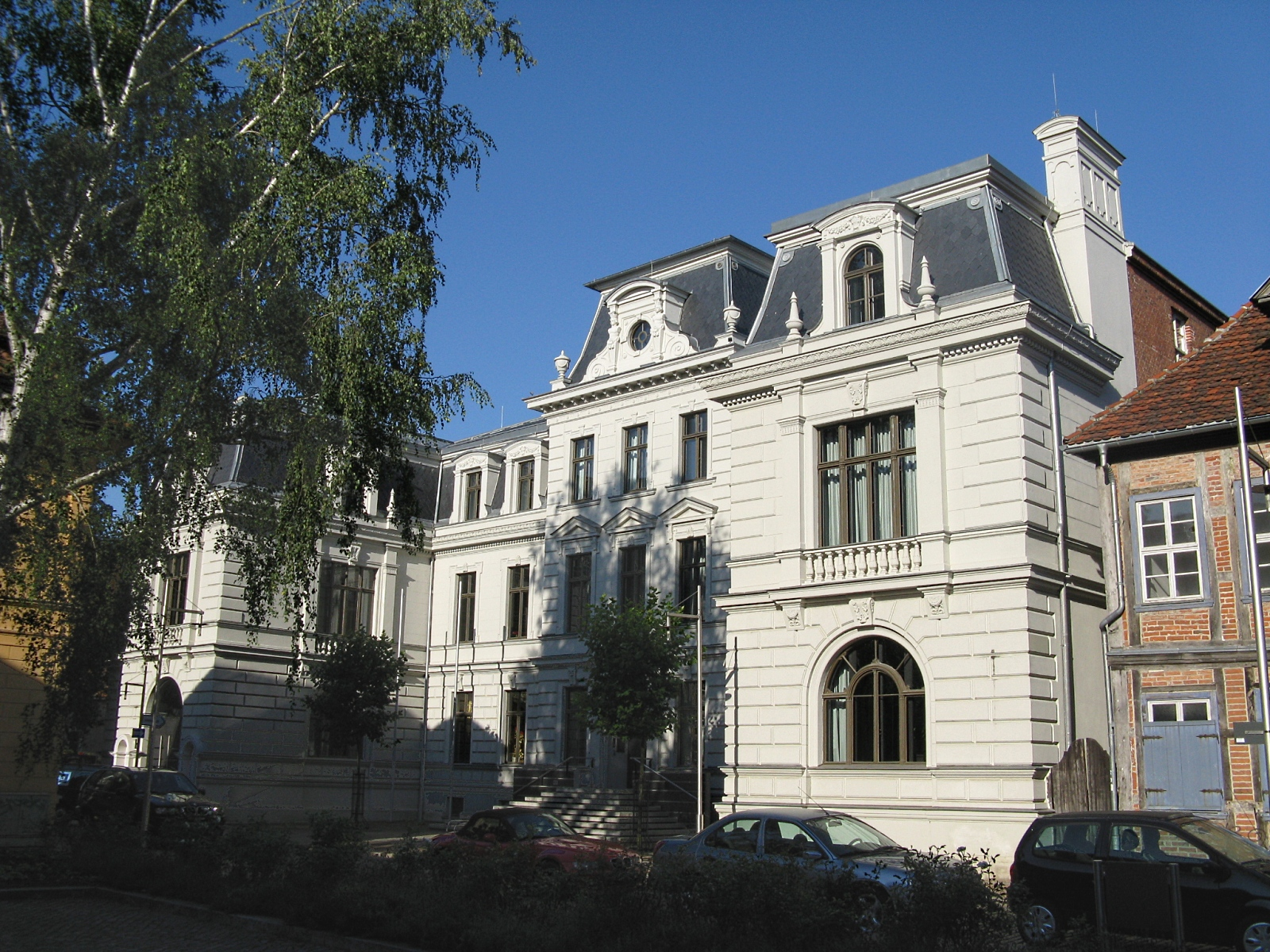
Neustädtisches Palais mit Justizministerium
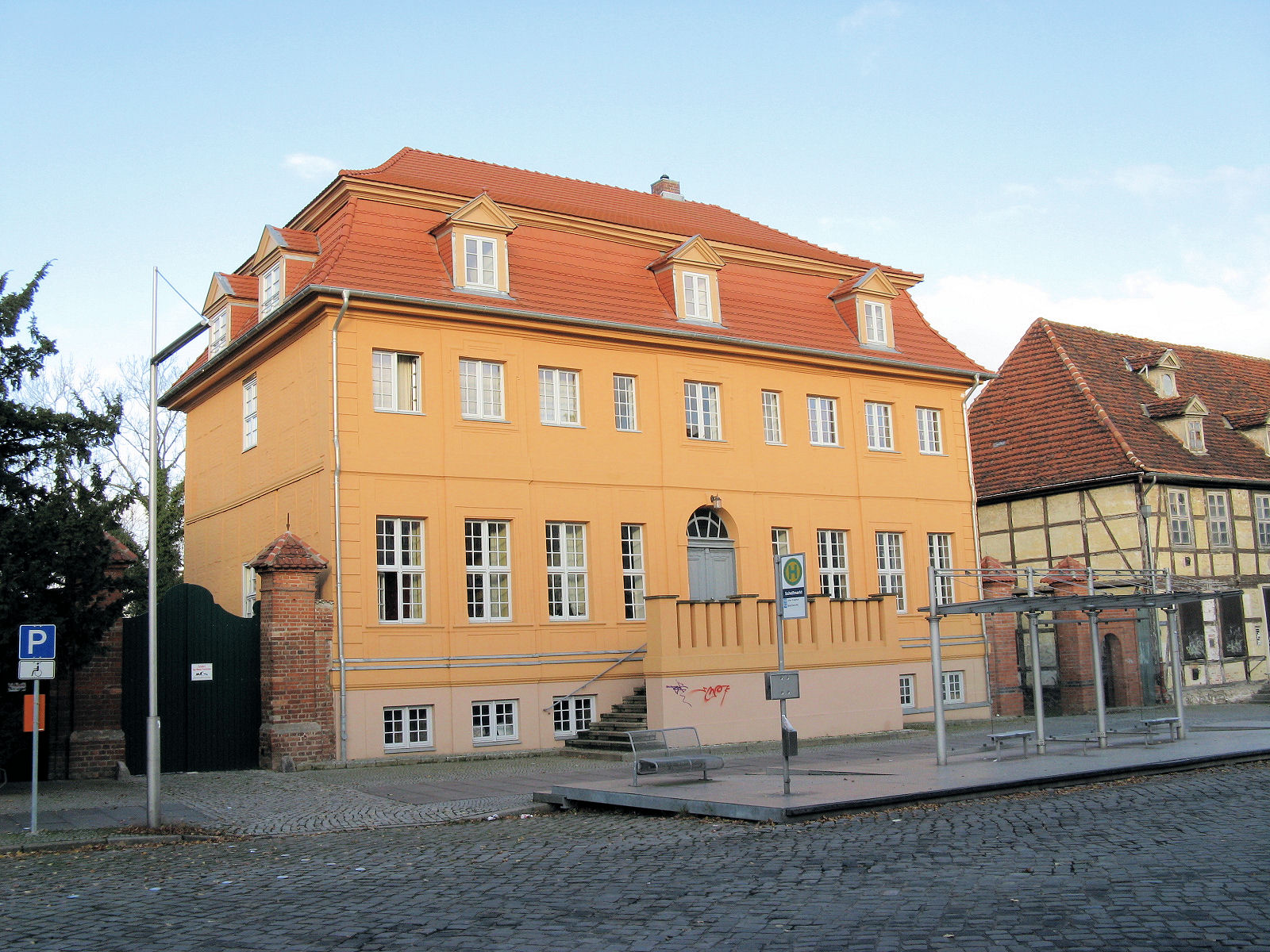
Neustädtisches Rathaus am Schelfmarkt
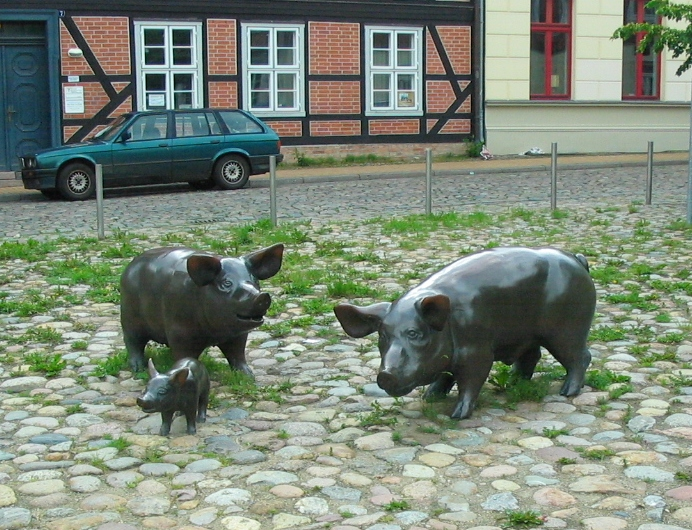
Schweinemarkt
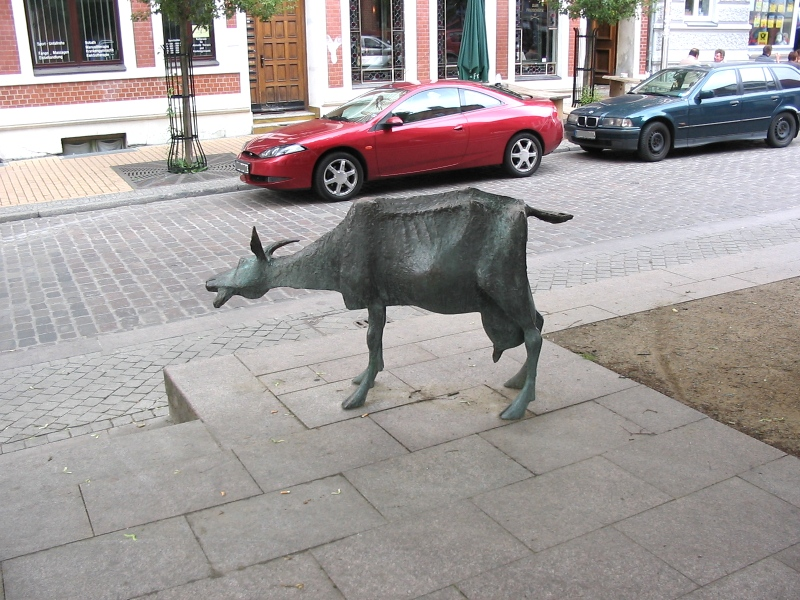
Ziegenmarkt
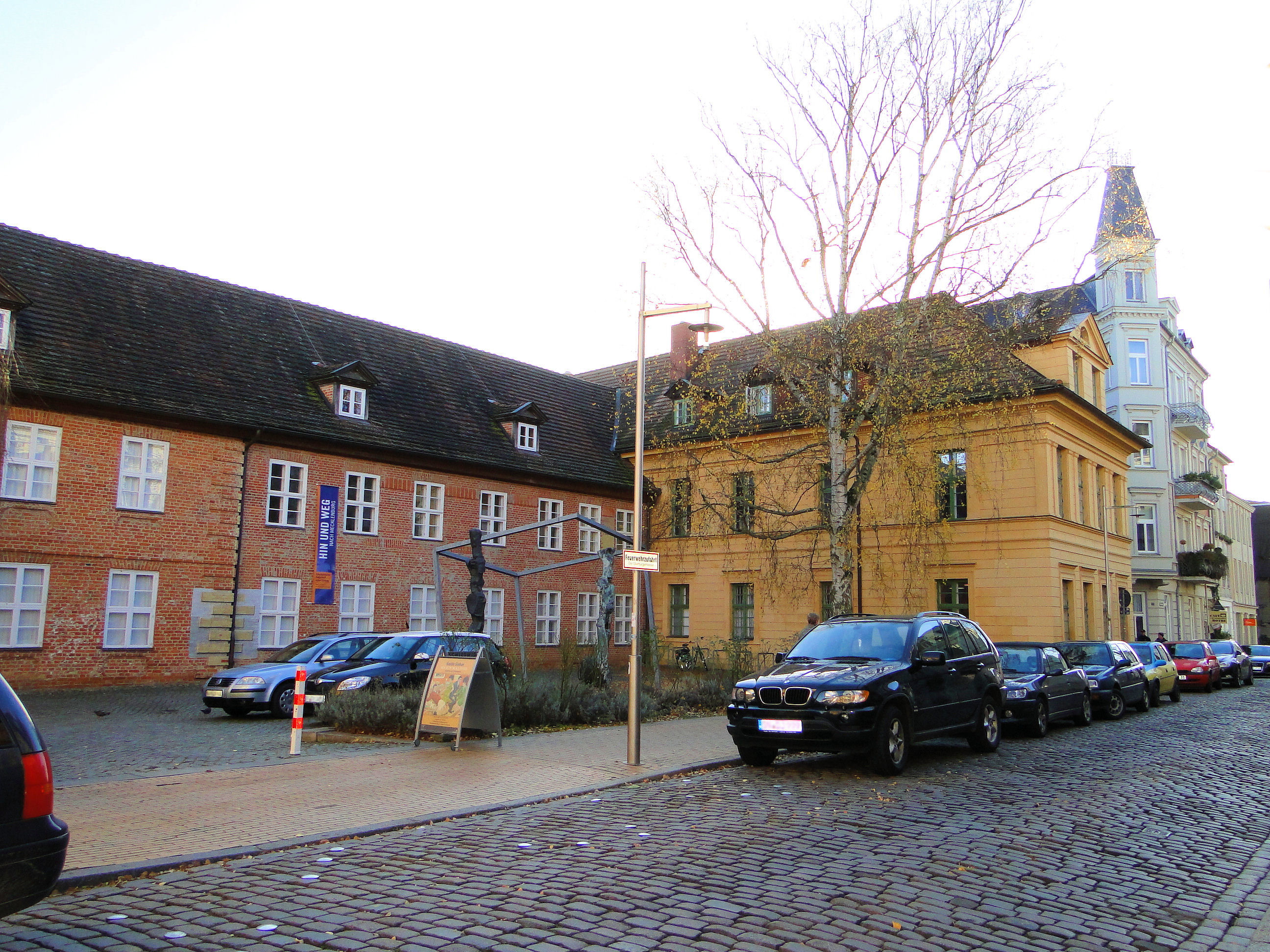
Schleswig-Holstein-Haus
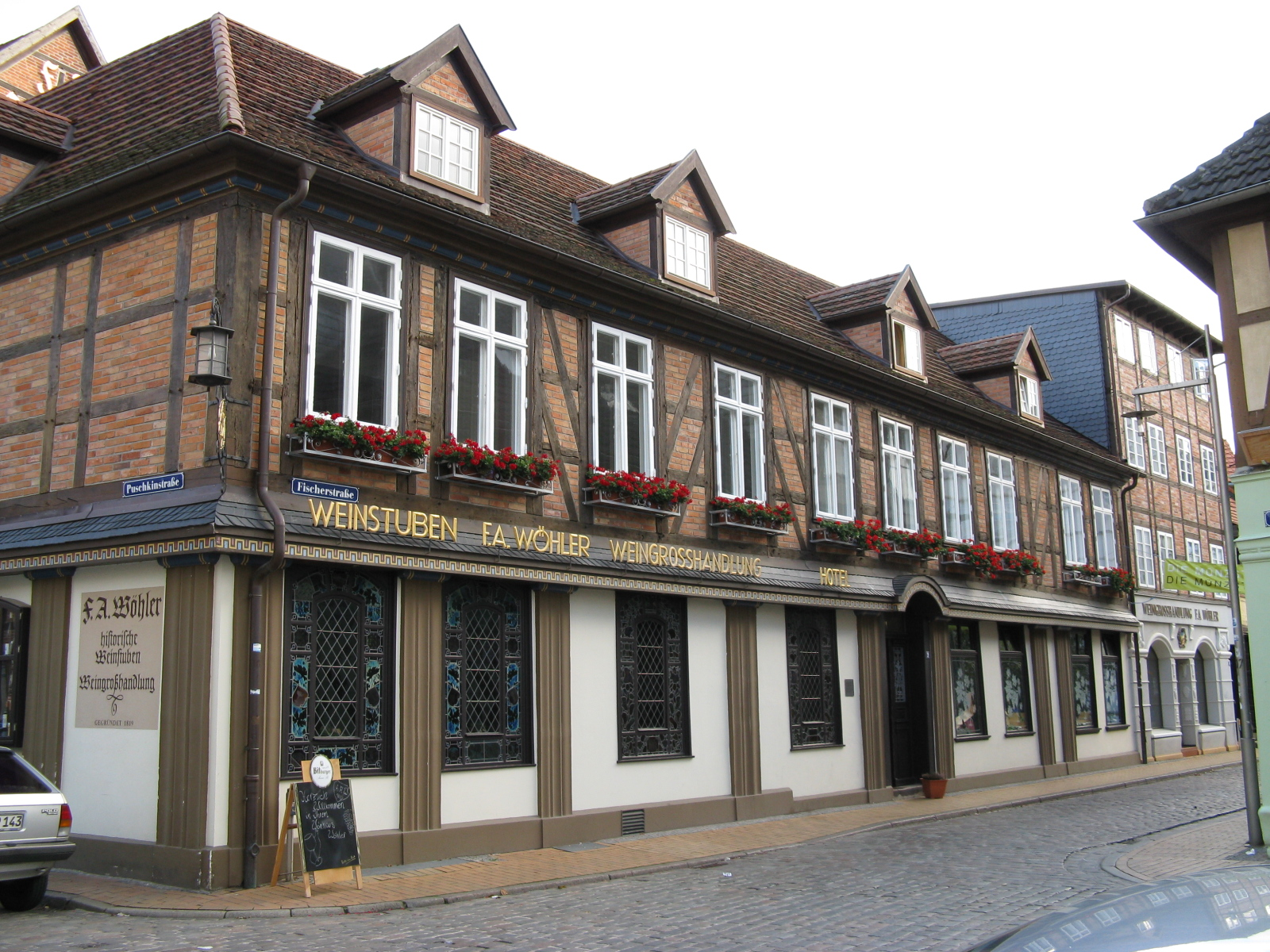
Weinstuben Wöhler, Fischerstraße
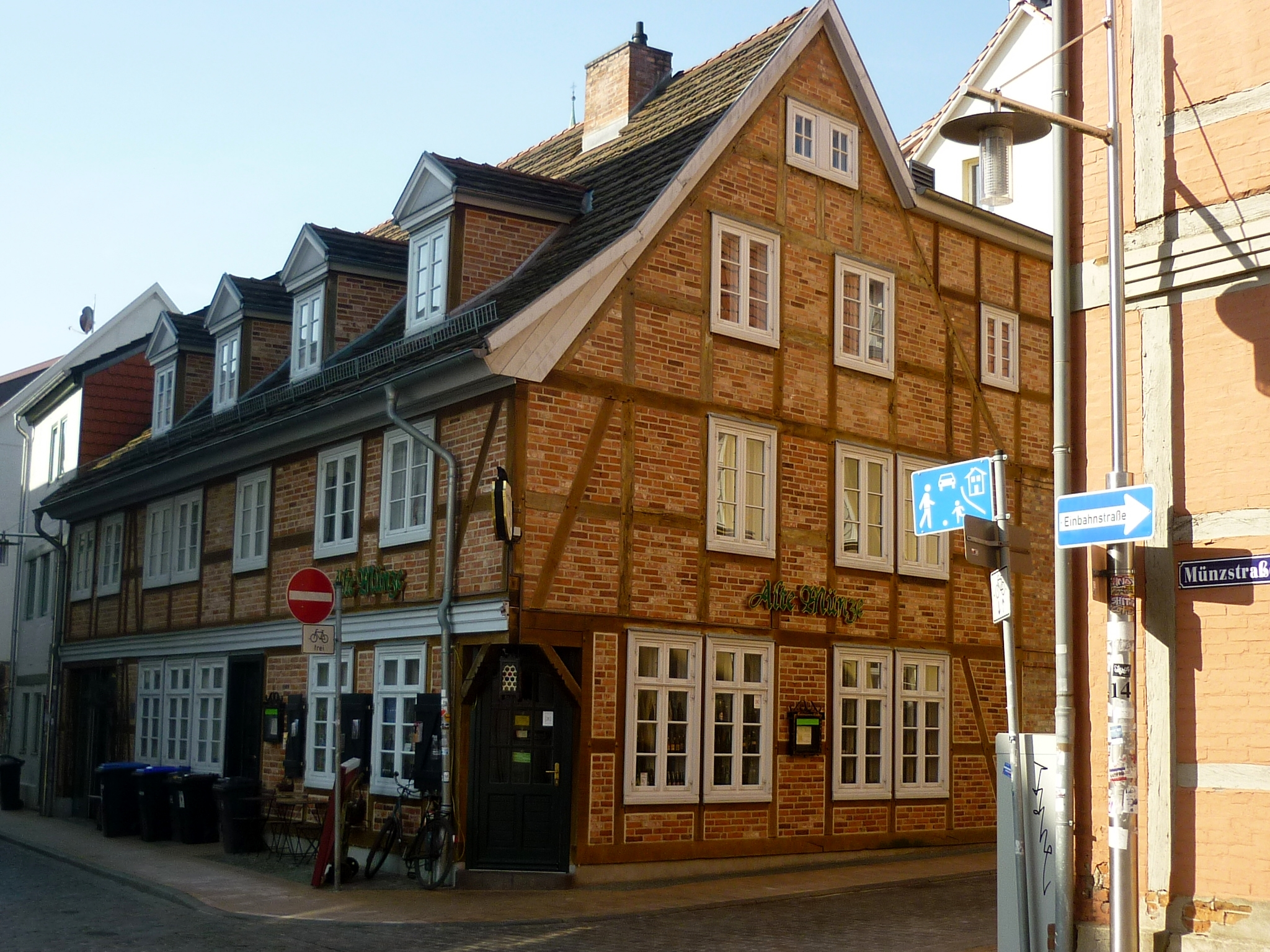
Münzstraße mit Münze Schwerin + Fachwerkhäusern
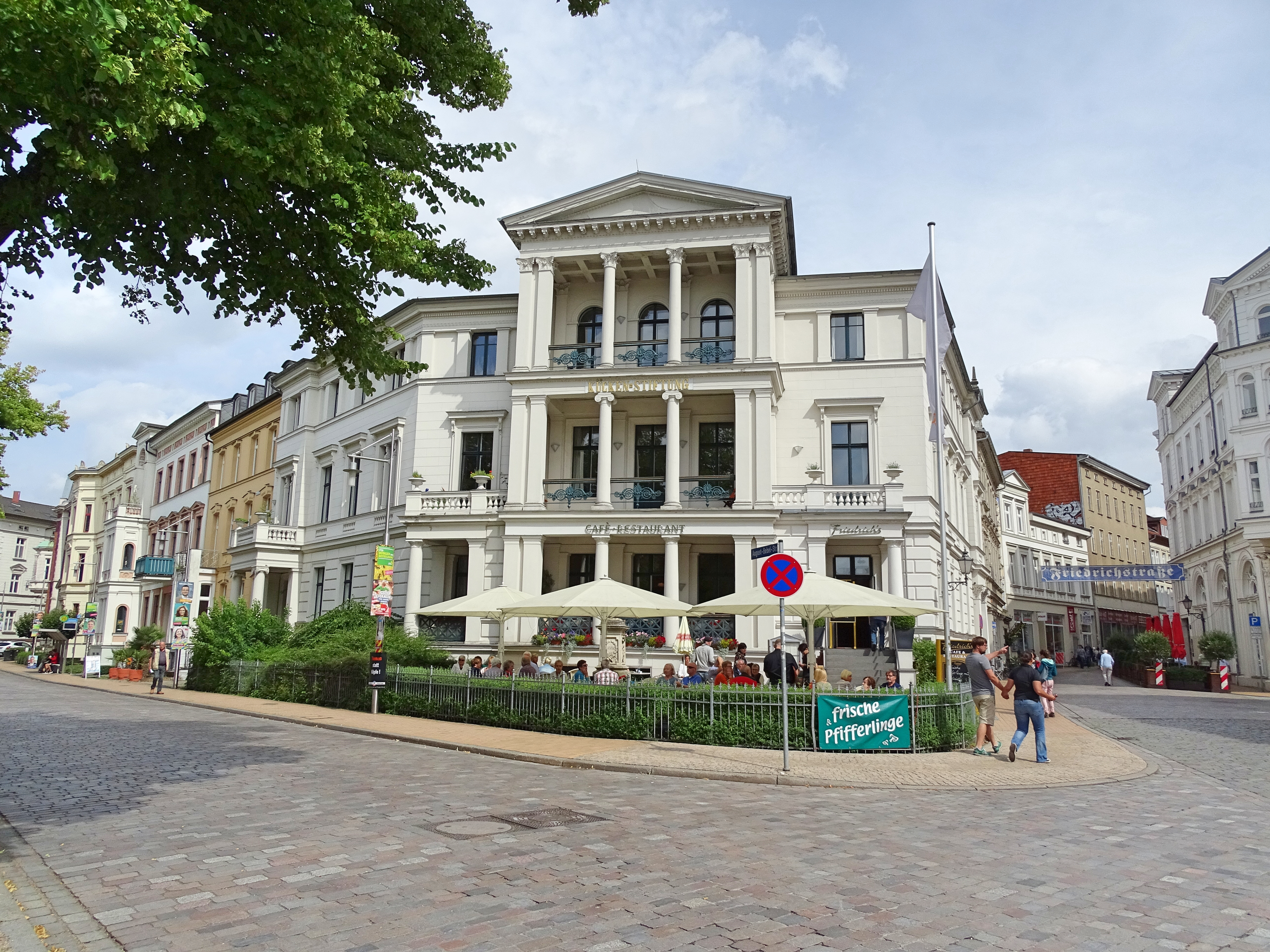
Kückenstiftung
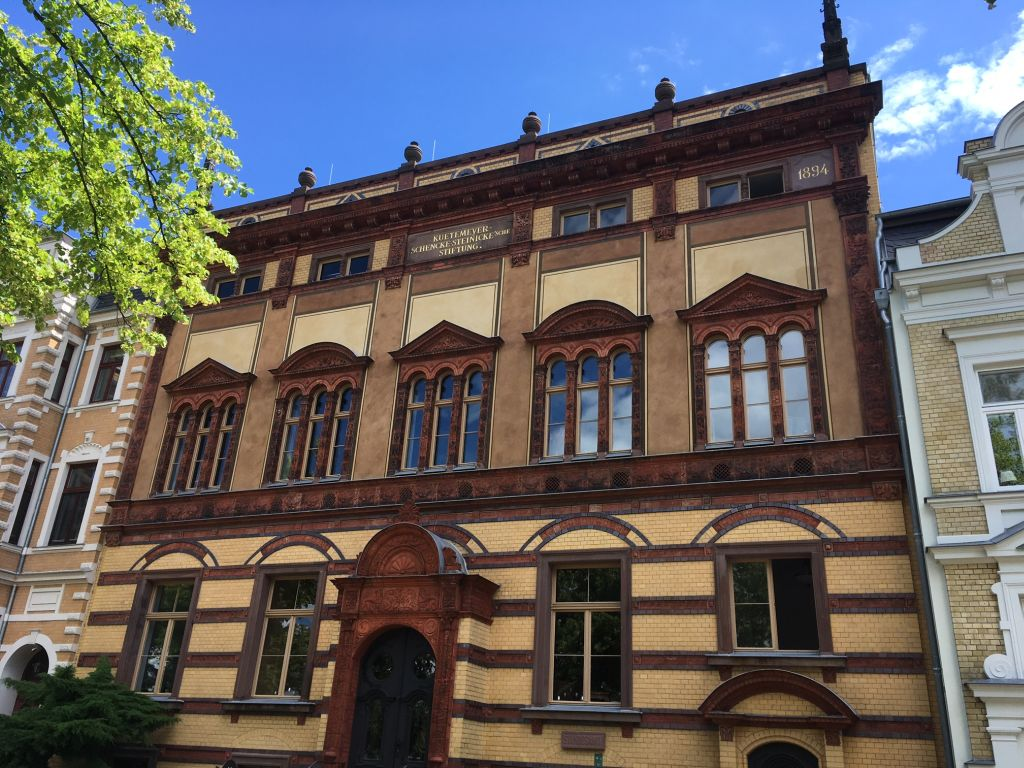
Altes Standesamt Schwerin

## Verkehr
Bis in die DDR-Zeit führte durch den Stadtteil eine nicht mehr existierende Linie der Straßenbahn zur Werderstraße. Heute ist die Schelfstadt durch Busverbindungen ins Netz des Schweriner Nahverkehrs eingebunden. Der Schweriner Hauptbahnhof befindet sich wenige Meter westlich des Pfaffenteichs im Stadtteil Paulsstadt. 
Stark befahrene Straßen im Stadtteil sind die Werderstraße, die vom Schweriner Schloss in Richtung B 104 führt und die Knaudtstraße, auf der die B 104 verläuft und die die Werderstraße mit dem innerstädtischen Obotritenring verbindet.
Bedeutsame oder sehenswerte Straßen und Plätze sind weiterhin die Apothekerstraße, August-Bebel-Straße am Pfaffenteich, Bergstraße, Friedrichstraße, Kirchenstraße, Körnerstraße, Lindenstraße, Münzstraße, die zentrale Puschkinstraße, Schelfstraße und Schelfmarkt im Zentrum, und der nördliche Schweinemarkt.